# Blake Peak
Der Blake Peak ist ein isolierter Berg im westantarktischen Marie-Byrd-Land. Er ragt an der Südwestflanke des Siemiatkowski-Gletschers auf.
Der United States Geological Survey kartierte ihn anhand eigener Vermessungen und Luftaufnahmen der United States Navy aus den Jahren zwischen 1959 und 1965. Das Advisory Committee on Antarctic Names benannte ihn nach Dale G. Blake, Ionosphärenphysiker auf der Byrd-Station im Jahr 1964.